# رگبار (فیلم ۱۳۵۱)
رگبار نخستین فیلمِ بلندِ بهرام بیضایی است که سالِ ۱۳۵۰ ساخته شد و بسیار ستایش شد، ولی از لحاظِ تجاری چندان کامیاب نبود. ماجرای فیلم دربارهٔ یک مثلّثِ عشقی در محلّه‌ای فقیرنشین در میانه‌های قرنِ چهاردهمِ هجریِ خورشیدی است.

## داستان
آقای حکمتی (پرویز فنی‌زاده)، آموزگار جدید مدرسه‌ای در جنوب شهر، در آغاز ورود به کلاس درس یکی از شاگردانش به نام مسیّب (عباس دسترنج) را از کلاس بیرون می‌کند. عاطفه (پروانه معصومی)، خواهر مسیّب، به اعتراض نزد آقای حکمتی می‌رود و حکمتی به او ابراز علاقه می‌کند. آقا رحیم (منوچهر فرید)، قصاب محله، نیز دل با خواهر مسیّب دارد. از طرف دیگر آقای مدیر (محمدعلی کشاورز) و همسرش (پروین سلیمانی) مایلند دختر خود (فرخنده بارور) را به عقد آقای حکمتی درآورند؛ ولی حکمتی اعتنایی به دختر مدیر ندارد. حکمتی برای پر کردن اوقات فراغتش تصمیم می‌گیرد به تنهایی تالار نمایش ویران و متروک مدرسه را مرمّت کند. چند بار آقا رحیم برای این که آقای حکمتی را از میدان عشق به در کند تهدیدش می‌کند، اما رابطهٔ حکمتی با عاطفه ژرف‌تر می‌شود. تالار نمایش مدرسه با یک برنامهٔ نمایشی افتتاح می‌شود، و پس از آن حکم انتقال حکمتی به او ابلاغ می‌شود، و او به ناچار مدرسه و محله را ترک می‌کند.

## ساخت
رگبار با گرفتاری‌های مالیِ فراوان ساخته شد. محمّدعلی فردین و ذکایی بیضایی به بیضایی کمک مالی کردند. فیلم که ساخته شد، بیضایی یادداشتی نوشت و توضیح داد که:
درست روشن نیست که ما چرا رگبار را ساختیم. هیچ نوع حساب و نقشه و نشانه‌ای ساخته شدن این فیلم را تأیید نمی‌کرد. به یک معنی حتی سرمایه‌ای هم برای شروع کار در دست نبود. در حقیقت ما با دست خالی به کاری دست می‌زدیم که تمام شرایط جاری و تمام سینمای عریض و طویل رسمی از قبل آن را نفی می‌کرد. ما گفتیم اگر نشد چیزی از دست نخواهیم داد؛ ولی اگر نمی‌شد چیزی مهم از دست می‌رفت، و آن امید به این بود که کسی قدمی بردارد… ما از همهٔ دوستی‌ها و آشنایی‌ها و امکانات شخصی که داشتیم کمک گرفتیم. از هر کس که قدمی به خاطر ما برداشت متشکریم، و برای هر کس که سدی پیش پای ما گذاشت، یا پوزخندی از دور به ما زد، آگاهی و فرهنگ بیش‌تر آرزو می‌کنیم. ما متأسفیم که به‌خاطر ضعف مالی و غیاب امکانات فنی نتوانستیم بعضی صحنه‌ها را آن‌طور که آرزو داشتیم بسازیم، اما این فقط یک مسئلهٔ تکنیکی است و اصل کار را پنهان نمی‌کند… فیلم رگبار با حداقل سرمایه، با حداقل امکانات، با درگیری‌های مختلفی که تهیه‌کننده‌اش بارها معوق کرد، با قلیل‌ترین گروه فنی در طول پنج ماه، و به کمک حافظه ساخته شده، و در بسیاری موارد کاری غیر از این‌که شد، لااقل در این شرایط و برای این گروه، امکان‌پذیر نبوده‌است. اما از طرف دیگر رگبار با شوق سرشار بسیاری از کارکنان و بازیگرانش به وجود آمد، و تنها ادعایش این است که نخواسته‌است دروغ بگوید.
بیضایی در جایی دیگر به اعتیاد پرویز فنّی‌زاده اشاره می‌کند: «... بعضی از تعطیلات فیلم ما بخاطر این بود که ناچار بودیم (فنی‌زاده) را بخوابانیمش تا ترک کند و این را برای رد فنی‌زاده نمی‌گویم برای رد جامعه‌ای می‌گویم که قدر فنی‌زاده را ندانست و من همیشه به آن جامعه معترضم و کسی هستم که فکر می‌کنم حیف شد فنی‌زاده»

## نمایش
رگبار فروشِ خوبی (مگر در سینما دیانای تهران) نداشت. به گفتهٔ خسرو هریتاش «این فیلم در شرایطی بروی پرده آمد که چند فیلم بازاری همزمان با آن نمایش داده میشد گذشته از این هنگام انتخابات مدارس و دانشگاهها بود و بدین جهت، مقدار زیادی تماشاگر از دست داد بنا بر این عدم موفقیت یک فیلم خوب را نباید ضعف بینش سینمائی کارگردان دانست.»

### بازیگران
. . . اگر واقعا موفقیتی در ایفای این رل داشته‌ام بمقدار زیاد بخاطر راهنمائی‌های بهرام بیضائی است . . . .

پرویز فنّی‌زاده، ۱۳۵۱
| بازیگر         | صداپیشه            | نقش            |
| -------------- | ------------------ | -------------- |
| پرویز فنّی‌زاده  | منوچهر اسماعیلی    | آقای حکمتی     |
| پروانه معصومی  | ژاله کاظمی         | عاطفه          |
| عصمت صفوی      |                    | مادرِ عاطفه     |
| منوچهر فرید    | حسین عرفانی        | آقا رحیم قصّاب  |
| محمّدعلی کشاورز | احمد رسول‌زاده      | آقای ناظم      |
| جمشید لایق     | ابوالحسن تهامی‌نژاد | آقای نوّاب      |
| رقیه چهره‌آزاد  | مهین بزرگی         | خانم ساداتی    |
| پروین سلیمانی  | آذر دانشی          | همسر آقای ناظم |
| حسین کسبیان    |                    | آرایشگر        |
| عبّاس دسترنج    | ایرج سنجری         | مسیّب           |
| مهری ودادیان   | سیمین سرکوب        | خیّاط           |
| محمّد کلاهدوزان | پرویز ربیعی        | دبیر ورزش      |
| حسین محجوب     |                    | معلّم           |
| رضا بنی‌احمد    |                    | گاریچی         |
| فیروزه لطفی    | بدری نوراللهی      | خانم معلّم      |
| فرخنده بارور   | منصوره کاتبی       | دختر ناظم      |

### عوامل
- مدیرِ فیلم‌برداری: باربد طاهری
- دستیاران: جمشید فرهی، قهرمان بیات
- مشاورِ کارگردان: احمدرضا احمدی
- عکّاس: کامبیز خوش‌بین
- با تشکّر از مازیار پرتو
- برشِ نسخهٔ منفی: ناصر انصاری
- ضبط، تطبیق و ترکیبِ صداها: حسین بدیهی، میرزا گودرزی
- سرپرستِ گویندگان: ابوالحسن تهامی‌نژاد
- منشیِ صحنه: واروژ کریم مسیحی
- امورِ چاپ: ذبیح‌الله غلامی، عبّاس حسینی
- امورِ تهیه: حسن زندی، منصور جعفری، محمّدحسین پرتوی

## در چشمِ دیگران
. . . بحق آغاز یک جنبش اصیل و عالمانه در سینماست و جدا از پشتوانه جایزه جشنواره فیلم تهران خود اثری قابل سنجش و دیدن است.

میهن بهرامی، ۱۳۵۱

بهترین کار در کارنامه‌ی بیضایی همین رگبار است.

محمّدعلی کشاورز

. . . بهرام بیضایی . . . در رگبار یک پیش‌بینی تاریخی کرد. ولی سیاستمداران ترجمه آن را متوجه منافع سیاسی روز کردند. اصولا از لحظه‌ای که شما بخواهید حقیقتی را با واقعیت ترجمه کنید، دچار سیاست می‌شوید. آن زمان هم همین بود و واقعیتی که نام آن را حکومت گذاشته بودند نتوانست پایدار بماند. . . .

فریدون گله، ۱۳۷۸

. . . حال و هوای فیلم من را یاد بهترین چیزهایی انداخت که در فیلم‌های نئورئالیستی ایتالیایی دوست دارم و داستان زیبایی یک قصه باستانی را دارد . . .

مارتین اسکورسیزی، ۱۳۹۲، به ترجمهٔ فارسی

. . . یادم هست سناریویی نوشته بودم به اسم «عشق در کوچه آفتابی بی‌درخت». . . . همان سال آقای بیضایی فیلم «رگبار» را ساخت؛ بدون این که ما با هم در ارتباط باشیم. و من دیدم که فیلم من همان حرفی است که بیضایی زده. دیگر آن سناریو را کنار گذاشتم. . . .

خسرو سینایی، ۱۳۹۴

. . . به نظر من بازی فنی‌زاده در «رگبار» کافی‌ست که نامش را در تاریخ سینما ثبت کند. . . .

پرویز پورحسینی، ۱۳۹۶
حکمتیِ درستکار در میان روابط منحط اجتماعی زمان خود پیوسته در معرض تهدید است. کمترین تاوانی که باید برای تن ندادنش به این روابط بپردازد دربدری و خانه بدوشی است و کمترین پاداشش ضربه ای آگاه کننده است که به آدم‌های منفعل پیرامونش (در اینجا بچه‌ها) می‌زند. فیلم سرشار از تمثیل و استعاره است، به حد اشباع. آن گونه که برخی از این تمثیل‌ها برای تماشاگر به شکل معما در می‌آید.
فریدون رهنما و هژیر داریوش فیلم را پسندیدند و احمد محمود کارِ بیضایی را از لحاظِ بازنماییِ زندگیِ مردمِ معمولی ستود. به نظرِ چارلز فیلیپ ریلی نیز این فیلم «وادارمان می‌کند که ببینیم زندگی عاری از انتخاب برای مردمانی که با وجود تنگدستی، درنده‌خو نیستند، چقدر دردناک است.»
داوود مسلمی رگبار را از بعضی جهات متأثّر از چنین کنند حکایتِ محمّدرضا اصلانی می‌دانسته است و مسعود کیمیایی آن را «چه از نظر فرم و صورت، و چه از نظر محتوا و اندیشه» با خشت و آینهٔ ابراهیم گلستان مربوط. رسول نظرزاده همانندیِ صوریِ رگبار و خشت و آینه را در «قطعه‌قطعه» بودنِ فضاسازی به صورتِ «قصه‌هایی جدا» دیده است.

## ترمیمِ کپیِ پوزیتیو
یک نسخهٔ پوزیتیو از این فیلم که نزدِ بیضایی بود با کوششِ بنیاد سینمای جهان به خرجِ مؤسّسهٔ فیلمِ دوحه در سالِ ۲۰۱۱ بازسازی شده و از خطر نابودی نجات یافت. مراحل ترمیم هم به لحاظ فیزیکی و هم از نظر دیجیتالی به زمان زیادی نیاز داشت، چراکه نسخهٔ دیگری در دسترس نبود و نسخهٔ موجود بسیار آسیب دیده بود. مسئولان عملیات ترمیم بیش از ۱۵۰۰ ساعت صرف ترمیم آن کردند.
نسخهٔ ترمیم‌شده در سالِ ۲۰۱۲ در بولونیا (سینما ریترواتو) و سان فرانسیسکو و بعدها در جاهای دیگری (از جمله جشنوارهٔ فیلمِ تلیورایدِ ۲۰۲۳) به نمایش درآمد.

## جایزه‌ها

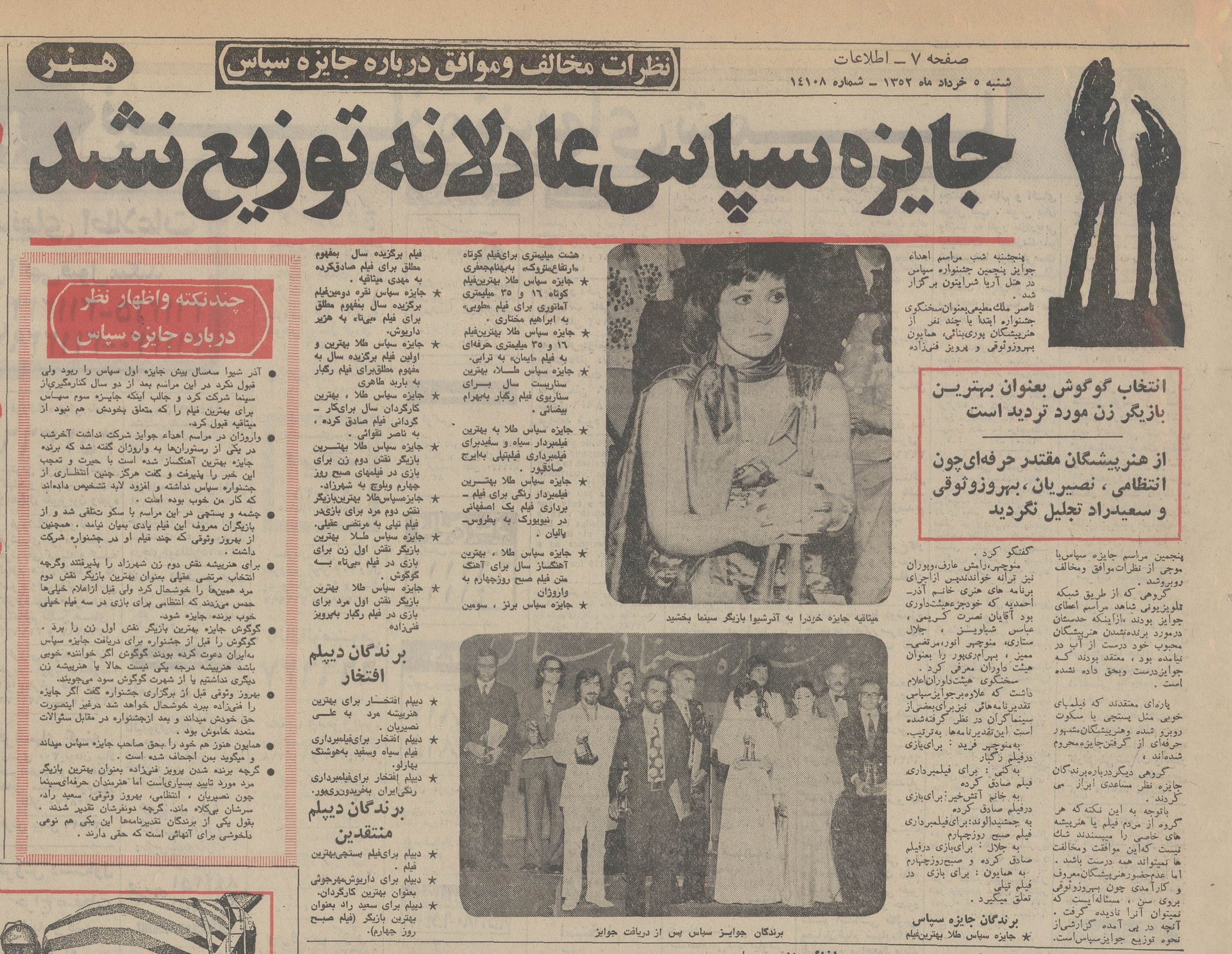
دربارهٔ جایزه‌های جشنوارهٔ سپاسِ ۱۳۵۲ در روزنامهٔ اطلاعاتِ ۵ خردادِ همین سال

| جشنواره                  | تاریخِ مراسم  | جایزه                     | نامزد         | نتیجه |
| ------------------------ | ------------ | ------------------------- | ------------- | ----- |
| جشنوارهٔ جهانیِ فیلمِ تهران | بهارِ ۱۳۵۱    | جایزهٔ ویژهٔ هیئتِ داوران    | بهرام بیضایی  | برنده |
| جشنوارهٔ جهانیِ فیلمِ تهران | بهارِ ۱۳۵۱    | بازیگرِ مرد                | پرویز فنّی‌زاده | تحسین |
| جشنوارهٔ سینماییِ سپاس     | ۳ خردادِ ۱۳۵۲ | بهترین فیلم               | باربد طاهری   | برنده |
| جشنوارهٔ سینماییِ سپاس     | ۳ خردادِ ۱۳۵۲ | بهترین فیلم‌نامه           | بهرام بیضایی  | برنده |
| جشنوارهٔ سینماییِ سپاس     | ۳ خردادِ ۱۳۵۲ | بهترین بازیگرِ نقشِ اوّلِ مرد | پرویز فنّی‌زاده | برنده |

## در فرهنگِ عامّه
در رمانِ اضطراب ابراهیم نامِ این فیلم به میان آمده است.